# Kirsty Hume
Kirsty Hume (urodzona 4 września 1976 w Ayrshire) – brytyjska modelka.

## Kariera
Kirsty pracę modelki rozpoczęła w 1995 roku, po wzięciu udziału w jednym z miejscowych konkursów pielęgnacji urody, przygotowującym do wykonywania zawodu modelki. Następnie zaczęła pojawiać się na wybiegach i odbywać sesje zdjęciowe w Londynie i Paryżu, lecz bez sukcesów i tylko dla mniejszych publikacji w czasopismach. Przełom nastąpił w 1996 roku, kiedy została odkryta przez pracownika paryskiej agencji modelek Viva. Wkrótce Kirsty dostała intratne zlecenia i zaczęła pojawiać się na wybiegach Londyn, Paryża i Nowego Jorku u najlepszych projektantów i domów mody w branży tj: Valentino, Gianni Versace, Giorgio Armani, Chanel. Wielokrotnie ozdabiała i nadal ozdabia okładki międzynarodowych wydań magazynów mody: Vogue, Elle, Harper’s Bazaar, Marie Claire.
Kirsty obecnie mieszka w Nowym Jorku.